# Mónica Fleiderman
Mónica Fleiderman (Córdoba, Argentina, 1978) es una actriz argentina conocida por su participación en teatro, cine y televisión.

## Cine
El día que me amen (2003) - Interna Sesión 

La pelea de mi vida (2012) – Colombiana

Dulces noches de Buenos Aires (2014) – Agente Secreto

## Televisión
Chiquititas (Telefe, 1996)

El signo (Telefe, 1997) – Laura

Son amores (Canal 13, 2002)

Los Roldán (Canal 9, 2005) – Gaby

Alma pirata (Canal 11, 2006) - Novia

Locos del Tomate (Canal 10 Córdoba, 2011) - Varios

Embarcados a Europa (Canal 7, 2014) – Luz

El Encargado (Canal 9, 2015) - Pura

## Teatro
Hollywood… allá voy!!! de Neil Simon, Dirección: Julio Baccaro (2007) - Libby

La jaula de las locas de Jean Poiret, Dirección: Roberto Antier (2008) - Muriel

Passion de Martín Guerra y Sergio Marcos, Dirección: Roberto Antier (2010)

La noche de las pistolas frías de Hugo Sofovich (2013) - Lola

Mansión Imposible (2014) – Carmen

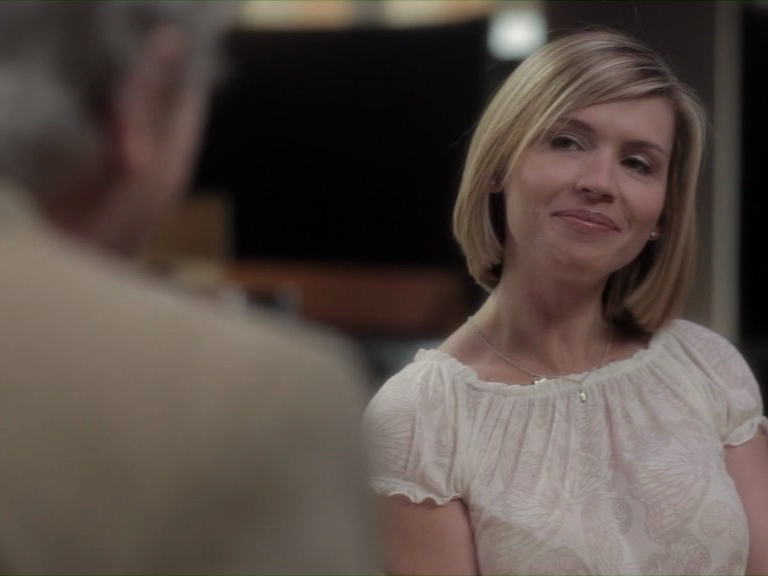
Mónica Fleiderman en:
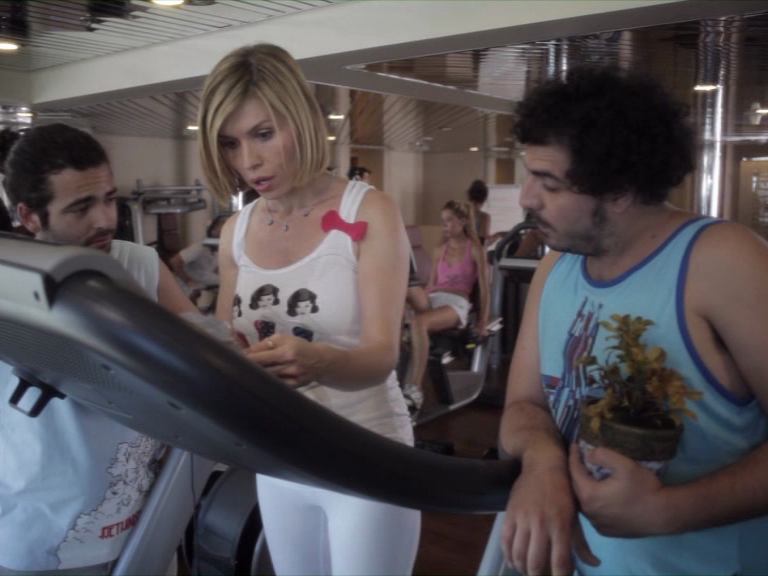
"Embarcados a Europa"
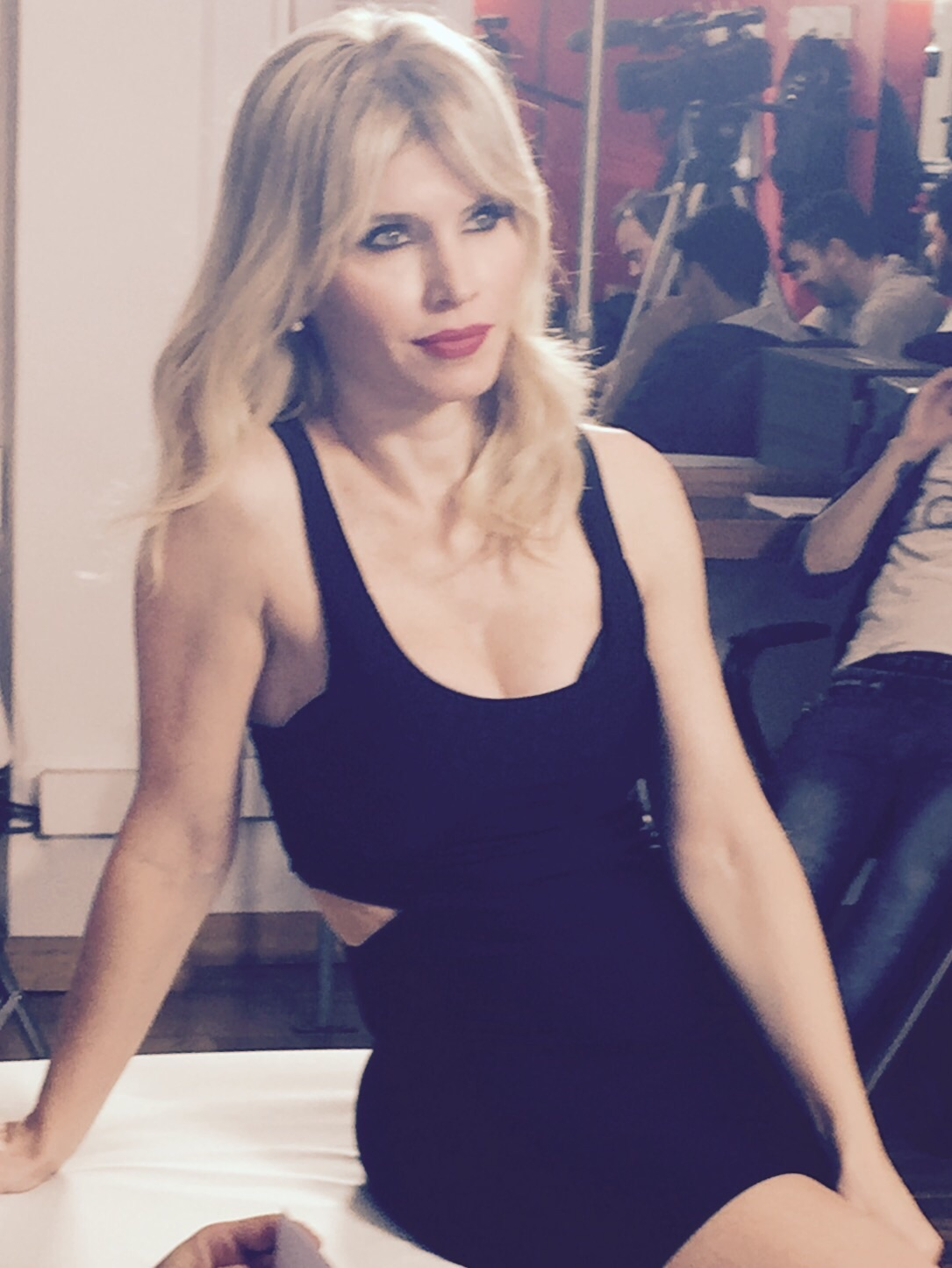
M.F. en "El Encargado"
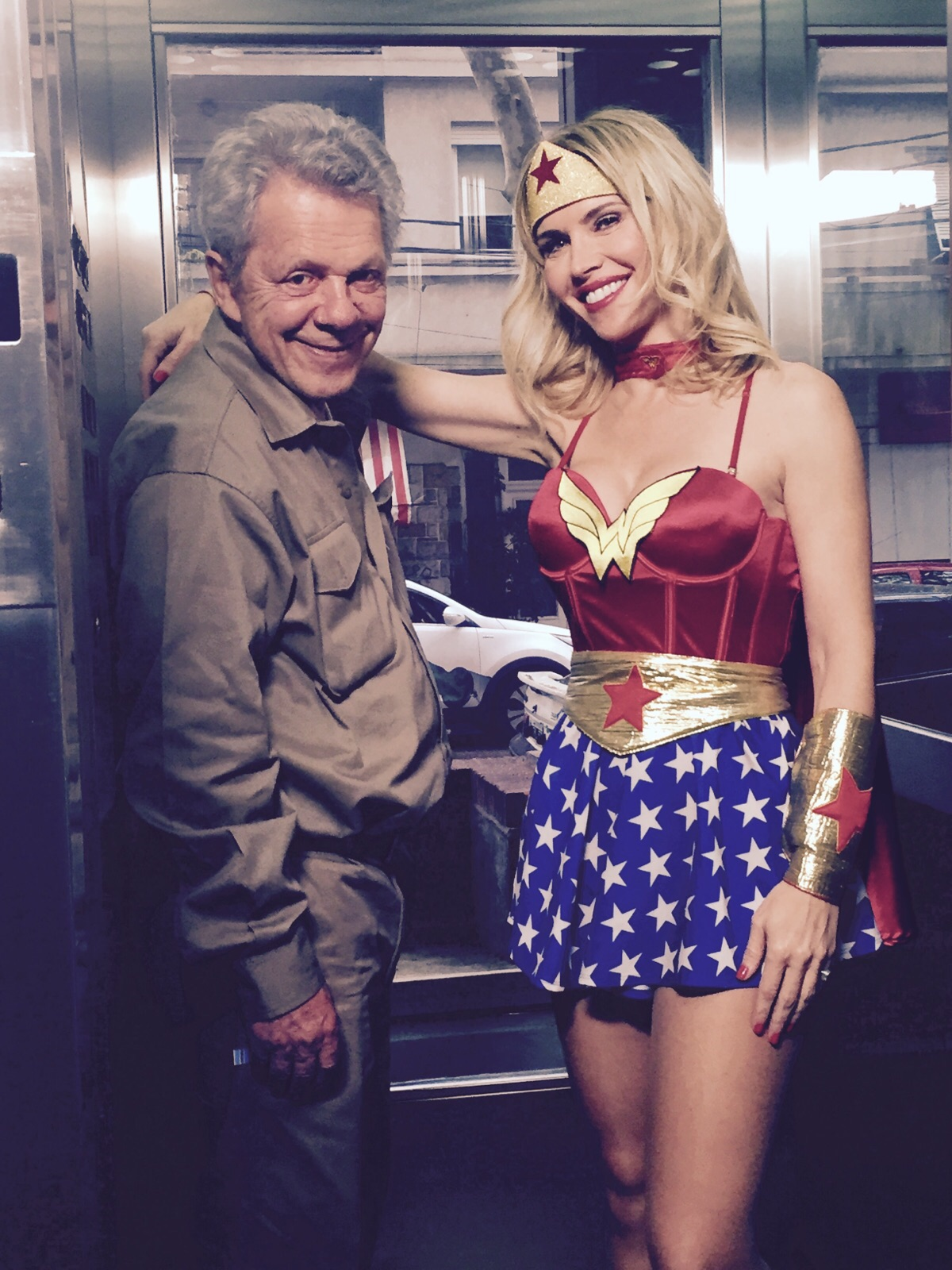
con Emilio Disi